# 不等邊三角形

不等邊三角形。具有三條不等長的邊和3個不相等的角

在幾何學中，不等邊三角形又稱不規則三角形，是指三條邊的長度都不同的三角形。而滿足三邊不等長的三角形同時也會滿足三個角不相等，反之亦然。
大多數隨機繪畫的三角形都是不等邊的。不等邊三角形的內角總是各不相同。反過來同樣成立：如果一個三角形的三個內角各不相同，這個三角形便是不等邊三角形，而且它的三條邊也是長度都不相同。不等邊三角形可以是直角三角形、鈍角三角形或銳角三角形。

## 性質
不等邊三角形是所有三角形分類中，對稱性最低的，其不具備點對稱點，也不具備線對稱軸。不等邊三角形大部分的性質皆與三角形相同，例如面積公式等。

### 與其他三角形的關聯

以欧拉图展示不等邊三角形與其他三角型分類的關聯。可以看到不等邊三角形與等腰三角形不交集，也與等邊三角形不交集。而不等邊三角形允許直角，因此直角三角形有可能是不等邊三角形

不等邊三角形三個內角都不相等。如果一個三角形有兩個內角角度是相同的，這個三角形將是一個等腰三角形，並且會有其中兩條邊的長度相同。同樣地，如果一個三角形所有的內角角度是相同的，這個三角形將是一個等邊三角形，並且所有邊的長度相同。因此不等邊三角形與等腰三角形的關聯為互斥集。
不等邊三角形的條件僅有三邊不等長若且唯若三個角不相等，並未限制角的大小，意味著角的大小可以是鈍角、直角或銳角。部分教科書會限制不等邊三角形的角不能為直角，將直角三角形獨立成一類三角形另外討論。

## 任意三角形
任意三角形是指不給邊長及角度下任何限制的三角形，其有可能是不等邊三角形、等腰三角形、等邊三角形、直角三角形、鈍角三角形或銳角三角形。部分教科書會將任意三角形定義為不等邊三角形，雖然任意三角形同樣是指隨意的三角形，但不應與不等邊三角形混淆，因為任意三角形並未限制邊是否可以等長，而不等邊三角形在嚴謹的定義下應必須滿足三邊不等長的條件。否則可能會導致一些證明過程出現矛盾。
一般而言，任意三角形不會包含退化三角形。

## 相關幾何體

### 不等面四面體
不等邊三角形也可以推廣到三維空間中，其三維類比為不等面四面體，或不規則四面體。而不等面四面體的構成面不一定是不等邊三角形。

## 外部連結
- 埃里克·韦斯坦因. . MathWorld.